# سیارک ۲۶۰۸۲۴
سیارک ۲۶۰۸۲۴ (به انگلیسی: 260824 Hermanus، نامگذاری:2005PC24)۲۶۰۸۲۴مین سیارک کشف شده‌است که در ۰۹ اوت ۲۰۰۵ کشف شد.